# Nate Driggers
Nathan Allen Driggers, detto Nate (Chicago, 12 ottobre 1973), è un ex cestista statunitense, professionista nella NBA.

## Palmarès
- All-IBA Second Team (1996)